# UEFA欧州選手権1980
UEFA欧州選手権1980（英: 1980 UEFA European Football Championship）は欧州サッカー連盟の主催で1980年に開催された第6回目の欧州選手権である。

## 概要
今大会から開催国と予選を勝ち抜いた7か国の合計8か国を集めて決勝大会に参加する大会へと規模が拡大された。
最終トーナメントは、先ず8か国を2つのグループに振り分け、それぞれのグループリーグの1位通過国が決勝戦へ、2位通過国が3位決定戦へと進出した。今大会では準決勝戦は行われなかった。
今大会は、一般観衆とテレビ視聴者から支持を得ることが出来なかった。地元観衆は、イタリアの試合以外には関心が薄く、また多くの国々が採用した守備的な戦術は、退屈な試合の横行に繋がった。
また、グループリーグの、イングランド対ベルギー戦においてフーリガン（すでに1970年代から存在する問題）の暴動が発生し、機動隊が催涙ガスによる鎮圧を行ったため、試合開始が遅れるトラブルも発生した。
明るい話題はカール＝ハインツ・ルンメニゲやベルント・シュスターらの新しいスター選手を擁した西ドイツと、エリック・ゲレツやヤン・クーレマンスらを擁したダークホースのベルギーの活躍のみであった。両者の間で決勝戦が行われ、西ドイツが2度目のヨーロッパ王者となった。

## 予選
予選は31か国を7つのグループに分けて、それぞれホームアンドアウェー方式の総当たり戦を行い、勝利には勝ち点2、引分けには勝ち点1、敗北には勝ち点0が与えられた。各組の1位が本大会への出場権を獲得した。

## 出場国

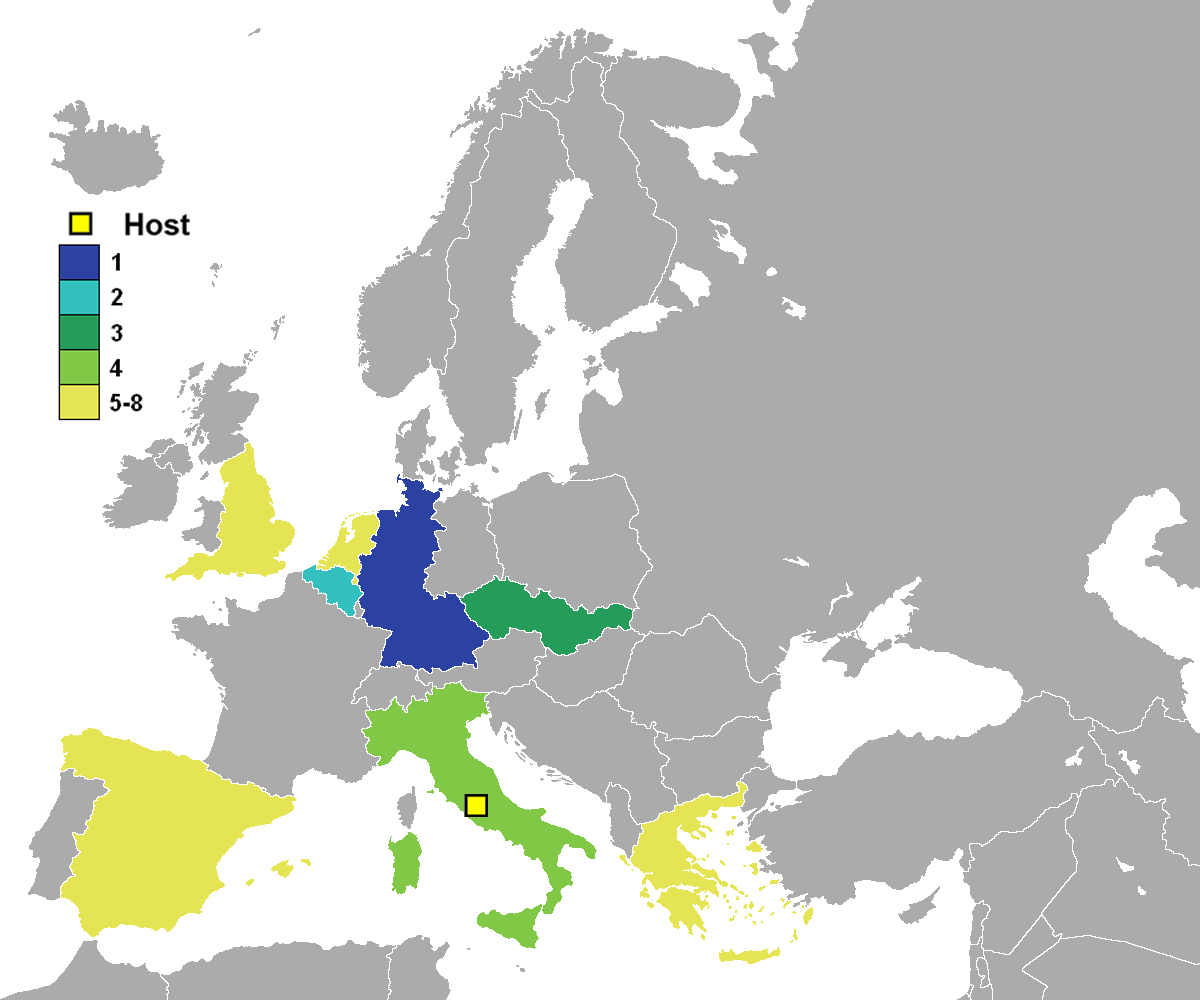
UEFA欧州選手権1980出場国

本大会には、開催国であるイタリア、及び予選を通過した7か国が出場した。出場国は次の通り。
- イタリア（開催国）
- ベルギー
- チェコスロバキア
- イングランド
- スペイン
- ギリシャ
- 西ドイツ
- オランダ

## スタジアム
- スタディオ・オリンピコ・ディ・ローマ、ローマ - 収容人数: 86,500人
- サン・シーロ、ミラノ - 収容人数: 85,700人
- スタディオ・サン・パオロ、ナポリ - 収容人数: 72,800人
- スタディオ・コムナーレ、トリノ - 収容人数: 50,000人

## グループリーグ

### グループ A
| チーム           | 勝点 | 試合数 | 勝利 | 引分 | 敗戦 | 得点 | 失点 | 得失差 |
| ---------------- | ---- | ------ | ---- | ---- | ---- | ---- | ---- | ------ |
| 西ドイツ         | 5    | 3      | 2    | 1    | 0    | 4    | 2    | +2     |
| チェコスロバキア | 3    | 3      | 1    | 1    | 1    | 4    | 3    | +1     |
| オランダ         | 3    | 3      | 1    | 1    | 1    | 4    | 4    | 0      |
| ギリシャ         | 1    | 3      | 0    | 1    | 2    | 1    | 4    | −3     |

| 1980年7月11日 17:45 CEST |

| チェコスロバキア | 0 – 1 | 西ドイツ        |
|                  |       | ルンメニゲ 57分 |

| スタディオ・オリンピコ・ディ・ローマ（ローマ） 観客数: 11,059人 |

| 1980年7月11日 20:30 CEST |

| オランダ           | 1 – 0 | ギリシャ |
| キスト 65分 (pen.) |       |          |

| スタディオ・サン・パオロ（ナポリ） 観客数: 14,990人 |

| 1980年7月14日 17:45 CEST |

| 西ドイツ                  | 3 – 2 | オランダ                                         |
| アロフス 20分, 60分, 65分 |       | レップ 79分 (pen.) · ファン・デ・ケルクホフ 85分 |

| スタディオ・サン・パオロ（ナポリ） 観客数: 26,546人 |

| 1980年7月14日 20:30 CEST |

| ギリシャ              | 1 – 3 | チェコスロバキア                           |
| アナストプーロス 14分 |       | パネンカ 6分 · ヴィセク 26分 · ネホダ 63分 |

| スタディオ・オリンピコ・ディ・ローマ（ローマ） 観客数: 4,726人 |

| 1980年7月17日 17:45 CEST |

| オランダ    | 1 – 1 | チェコスロバキア |
| キスト 59分 |       | ネホダ 16分      |

| サン・シーロ（ミラノ） 観客数: 11,889人 |

| 1980年7月17日 20:30 CEST |

| ギリシャ | 0 – 0 | 西ドイツ |
|          |       |          |

| スタディオ・コムナーレ（トリノ） 観客数: 13,901人 |

### グループ B
| チーム       | 勝点 | 試合数 | 勝利 | 引分 | 敗戦 | 得点 | 失点 | 得失差 |
| ------------ | ---- | ------ | ---- | ---- | ---- | ---- | ---- | ------ |
| ベルギー     | 4    | 3      | 1    | 2    | 0    | 3    | 2    | +1     |
| イタリア     | 4    | 3      | 1    | 2    | 0    | 1    | 0    | +1     |
| イングランド | 3    | 3      | 1    | 1    | 1    | 3    | 3    | 0      |
| スペイン     | 1    | 3      | 0    | 1    | 2    | 2    | 4    | −2     |

| 1980年7月12日 17:45 CEST |

| ベルギー          | 1 – 1 | イングランド      |
| クーレマンス 29分 |       | ウィルキンス 26分 |

| スタディオ・コムナーレ（トリノ） 観客数: 15,186人 |

| 1980年7月12日 20:30 CEST |

| スペイン | 0 – 0 | イタリア |
|          |       |          |

| サン・シーロ（ミラノ） 観客数: 46,816人 |

| 1980年7月15日 17:45 CEST |

| ベルギー                    | 2 – 1 | スペイン  |
| ゲレツ 17分 · クールス 65分 |       | キニ 36分 |

| サン・シーロ（ミラノ） 観客数: 11,430人 |

| 1980年7月15日 20:30 CEST |

| イングランド | 0 – 1 | イタリア        |
|              |       | タルデッリ 79分 |

| スタディオ・オリンピコ・ディ・ローマ（ローマ） 観客数: 59,646人 |

| 1980年7月18日 17:45 CEST |

| スペイン         | 1 – 2 | イングランド                          |
| ダニ 48分 (pen.) |       | ブルッキング 19分 · ウッドコック 61分 |

| スタディオ・サン・パオロ（ナポリ） 観客数: 14,440人 |

| 1980年7月18日 20:30 CEST |

| イタリア | 0 – 0 | ベルギー |
|          |       |          |

| スタディオ・オリンピコ・ディ・ローマ（ローマ） 観客数: 42,318人 |

## 決勝トーナメント

### 3位決定戦
| 1980年7月21日 20:30 CEST |

| チェコスロバキア                                                                     | 1 – 1 | イタリア                                                                                               |
| ユルケミク 54分                                                                      |       | グラツィアーニ 73分                                                                                    |
|                                                                                      | PK戦  | |
| マスニー ネホダ オンドルシュ ユルケミク パネンカ ゲフ ガジュセク コザーク バルモシュ | 9 – 8 | カウジオ アルトベッリ バレージ カブリーニ ベネッティ グラツィアーニ シレア タルデッリ コッロヴァーティ |

| スタディオ・サン・パオロ（ナポリ） 観客数: 24,652人 |

### 決勝
| 1980年7月22日 20:30 CEST |

| ベルギー                       | 1 – 2 | 西ドイツ             |
| ヴァンデルエイケン 75分 (pen.) |       | ルベッシュ 10分 88分 |

| スタディオ・オリンピコ・ディ・ローマ（ローマ） 観客数: 47,864人 |

## 最終結果
| UEFA欧州選手権1980優勝国    |
| --------------------------- |
| · 西ドイツ · 2大会ぶり2回目 |

## 主な記録

### 得点ランキング
3得点
- クラウス・アロフス

2得点
- ホルスト・ルベッシュ
- ズデニェク・ネホダ
- キース・キスト

### 最短得点
6分 :  アントニーン・パネンカ（チェコスロバキア対ギリシャ戦）